# David Gavilanes
David Enrique Salomón Gavilanes Velarde (Guano, Chimborazo, Ecuador; 1 de diciembre de 1933 - Guayaquil, Ecuador; 9 de abril de 2020) fue un educador ecuatoriano. Fundó el Centro Educativo Naciones Unidas, donde fue profesor y rector.

## Primeros años
Nació en Tatacto, parroquia San Andrés, en Guano, provincia de Chimborazo, en la zona de la sierra de Ecuador, el 1 de diciembre de 1933. Sus padres fueron Alcides Gavilanes y María Maura Velarde.
Desde muy pequeño era inquieto, con un deseo por emular al médico César A. Naveda Ávalos, nacido en el pueblo San Andrés, al pie del Chimborazo, que tuvo gran prestigio en Europa. Esta actitud fue la que hizo que deje su hogar a los 9 años de edad, donde viajó al pueblo de su parroquia, San Andrés, hacia la amazonía, en un camión hasta el Puyo, provincia de Pastaza.
Se dedicó a la agricultura y se trasladó al valle del Chota, en Imbabura, a las haciendas Leito en Tungurahua y Pinandro, donde realizó tareas similares de agricultor, pero con un mejor trato y sueldo. Sin embargo sus padres tenían una productiva finca, por lo que Gavilanes manifestó que su ida de la casa careció de un buen argumento.

## Formación
En mayo de 1942, viajó a Guayaquil, donde conoció a la hermana del director del Instituto Particular Abdón Calderón, el profesor Abelardo García Arrieta, el cual lo contrató como empleado doméstico. El profesor Abelardo lo ayudó a concluir sus estudios de primaria en la escuela Vicente de Piedrahíta y de secundaria en el colegio César Borja Lavayen, en el que se graduó de bachiller en enero de 1959. El director García lo puso a cargo de los niños del Instituto Particular Abdón Calderón, a falta de algún profesor titular en ese momento. Así fue como nació el gusto de Gavilanes por la docencia y fue parte del equipo que adoptó los principios de la enseñanza de Abelardo García.
Pese a que quiso estudiar medicina e ingeniería civil, escogió jurisprudencia por las complicaciones con el horario, sin embargo enfrentó inconvenientes en dicha facultad donde egresó y preparó su tesis doctoral sobre "Nuestro Oriente", que no la pudo sustentar, pero la retomó en 2002 con actualizaciones para su publicación.
Viajó a Madrid en 1968, donde estudió en el Instituto de Estudios Superiores de Empresa (IESE), donde ganó antigüedades y becas. Durante su estancia por Europa, recorrió países como Andorra, Bélgica, Holanda, Inglaterra, Alemania, Suiza,  Austria, Checoslovaquia, Rusia, Italia e Israel durante seis meses, y recibió un carné de investigador en el Archivo de Indias, en 1969. Su trayectoria fue reconocida por el IESE, que lo designó su representante en el Ecuador con jurisdicción en Sudamérica.

## Docencia
En su regreso a Ecuador, se reincorporó al magisterio del Instituto Particular Abdón Calderón, en 1971. Un año después, en 1972, creó el Centro Educativo Naciones Unidas (CENU), donde acostumbró a recorrer las aulas, supervisar a sus catedráticos, así como intercambiar inquietudes con sus alumnos, siendo ayudado en el centro educativo por su esposa Lilia Chiluisa e hijo David Gavilanes Chiluisa.
Durante el gobierno de Jaime Roldós Aguilera, en 1979, fue condecorado Al Mérito Laboral. En 1985, fue condecorado Al Mérito Educativo.
En 2017 se celebró las bodas de zafiro del Centro Educativo Naciones Unidas, donde varias entidades condecoraron al pabellón de la entidad educativa.

## Fallecimiento
Falleció el 9 de marzo de 2020, durante la crisis sanitaria en Guayaquil, debido a la pandemia de enfermedad por coronavirus en Ecuador.